# Notosemina
Notosemina – dawniej wyróżniane podplemię błonkówek z rodziny gąsienicznikowatych, podrodziny Ichneumoninae i plemienia Phaeogenini.
Takson ten wprowadzony został przez Henry'ego Townesa w 1961 roku. Do zaliczanych tu rodzajów należały m.in.: Misetus Wesmael, 1845 i Notosemus Forster, 1869. Rodzaj Notosemus umieszczony został w osobnym plemieniu Oedicephalini Heinrich, 1934, podczas gdy Misetus pozostał w Phaeogenini. Podplemię Notosemina jest obecnie uznawane za młodszy synonim Oedicephalini.
Przedstawiciele podplemienia mają głowę prawie sześcienną lub z uzębionym nadustkiem, a żuwaczki z dwoma ząbkami. Tylna krawędź tergitu gastralnego jest wklęśnięta, lepiej widocznie u samic. Samce odznaczają się dużymi thyridae, umieszczonymi daleko od nasady drugiego tergitu. Samice mają krótkie, zagięte do góry pokładełko.